# Nagako
Titre
Impératrice consort du Japon
25 décembre 1926 – 7 janvier 1989
(62 ans et 13 jours)
Nagako de Kuni (久邇宮 良子 女王, Kuni-no-miya Nagako joō), née le 6 mars 1903 à Tokyo et morte le 16 juin 2000 à Chiyoda (Tokyo), est une impératrice consort puis impératrice douairière du Japon. Elle est l'épouse de l'empereur Shōwa, la mère de l'empereur émérite du Japon, Akihito, ainsi que de six autres enfants dont cinq filles, et la grand-mère de l'actuel empereur, Naruhito. Son nom posthume, Kōjun (香淳 皇后, Kōjun kōgō), signifie « odeur de pureté ».

## Biographie

### Naissance et origines

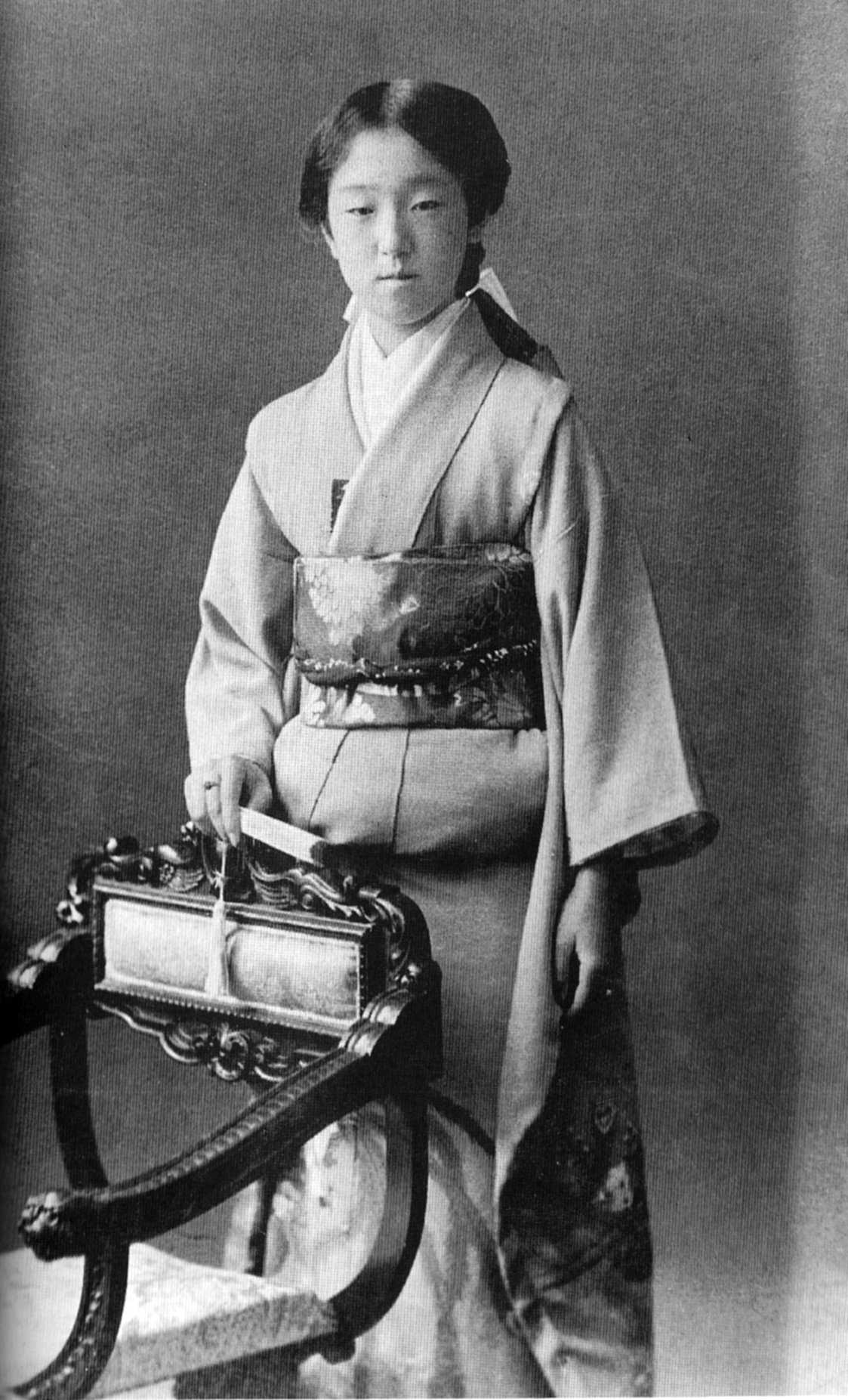
La princesse Kuni Nagako vers 1918.

Née à Tokyo le 6 mars 1903, elle est le troisième enfant et la première fille du prince Kuniyoshi Kuni (久邇宮 邦彦 王, Kuni-no-miya Kuniyoshi ō), membre d'une Ōke  (王家) ou maison princière mineure de la famille impériale issue de la lignée de Shinnōke (親王家) Fushimi, et de Chikako Shimazu, fille du prince Shimazu Tadayoshi qui fut le dernier seigneur féodal de Satsuma. Par son père, elle est la nièce des princes Yasuhiko Asaka (officier de carrière dans l'Armée impériale japonaise, commandant des forces d'invasion de Nankin en 1937 et dont le rôle dans le Massacre de Nankin est discuté parmi les historiens de la période,) et Naruhiko Higashikuni (il fut Premier ministre pendant 54 jours après la capitulation du Japon du 15 août 1945).   
Elle est aussi par son père la cousine germaine de la princesse héritière Yi Bangja (Hangeul:이방자; Hanja: 李方子), née princesse Masako de Nashimoto (梨本宮 方子, Nashimoto-no-miya Masako), dernière princesse héritière de Corée par son union avec le prince Euimin (Hangeul:의민태자; Hanja: 懿愍太子), septième fils de l'empereur Kojong et frère cadet de l'empereur Sunjong. Elle était donc apparentée au prince Gu, empereur titulaire de Corée de 1970 à 2005.    

### Études et formation
Elle fait toute sa scolarité à partir de 1907, de l'école maternelle au lycée, au département pour filles de l'illustre école Gakushūin, réservée aux enfants de l'aristocratie japonaise, à Tokyo, de 1909 à 1916. 
Après avoir été choisie comme fiancée pour le prince héritier Hirohito en 1917, elle reçoit également une éducation, dispensée par sept tuteurs, en littérature chinoise et japonaise, en français, en calligraphie, en composition poétique et est formée à l'étiquette de la cour.

### Mariage et descendance

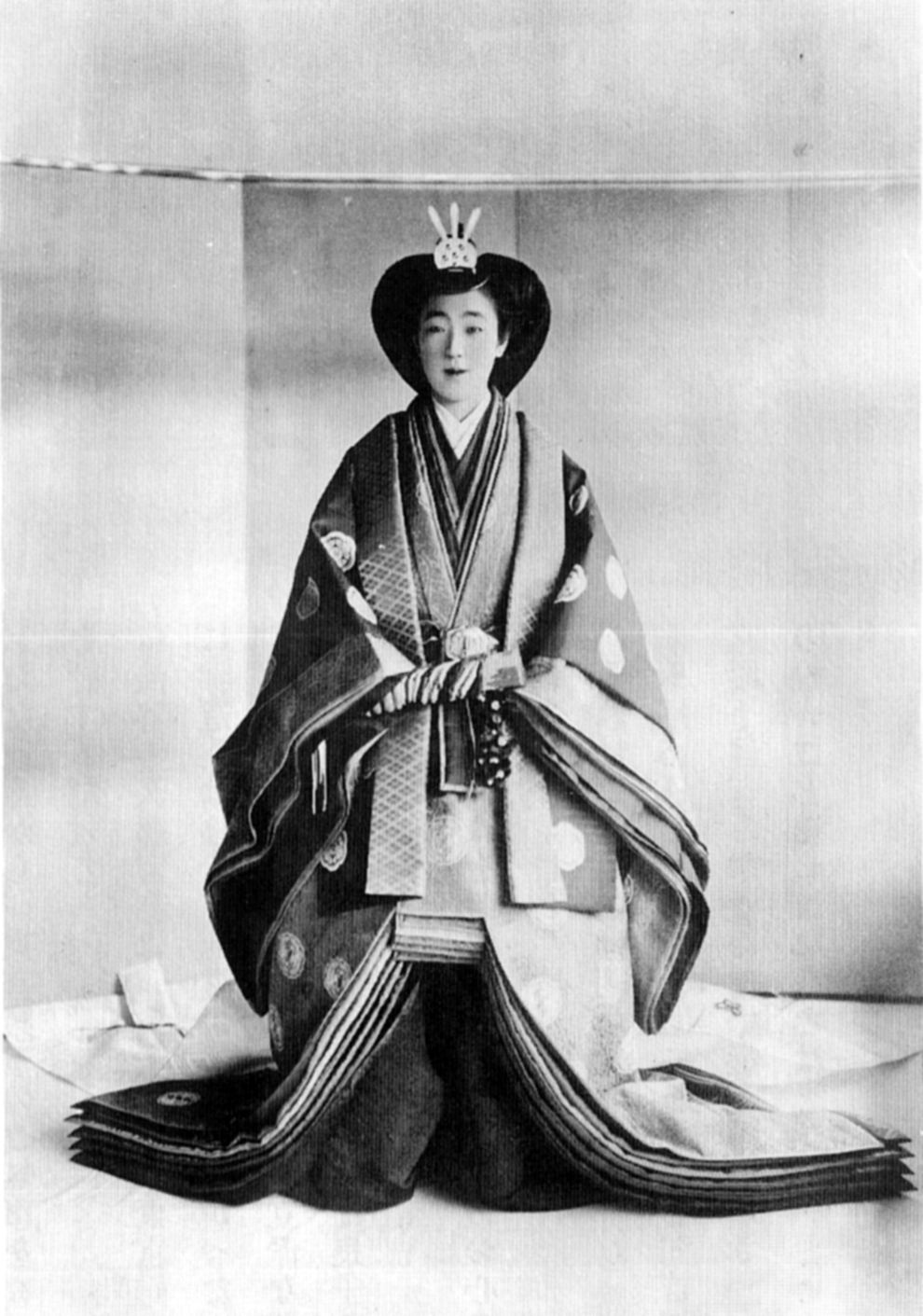
La princesse héritière Nagako en tenue officielle shinto lors de son mariage avec Hirohito en 1924.

Elle et le prince héritier Hirohito se fiancent le 19 juin 1921, et se marient le 26 janvier 1924. Elle aurait été remarquée par l'impératrice Shōken lors des funérailles de l'empereur Meiji en 1912, puis, invitée avec d'autres princesses et filles de l'aristocratie à prendre le thé avec l'impératrice Sadako au pavillon des concubines du palais impérial le 14 janvier 1914, c'est là qu'elle aurait été finalement choisie par Hirohito qui observait la scène de derrière un paravent. 
Ce mariage rompt ainsi avec la tradition qui voulait que l'épouse officielle de l'empereur soit issue de l'une des cinq branches du clan Fujiwara. De plus, elle est la première impératrice depuis la restauration Meiji à descendre d'anciens daimyō, par sa mère. Pour ces raisons, plusieurs figures des grandes familles de la cour impériale s'opposèrent à cette union, dont surtout le prince Aritomo Yamagata, maréchal et ancien Premier ministre. Mais elle reçoit alors le soutien de l'empereur Taishō lui-même et le mariage est officiellement annoncé le 19 juin 1921. 

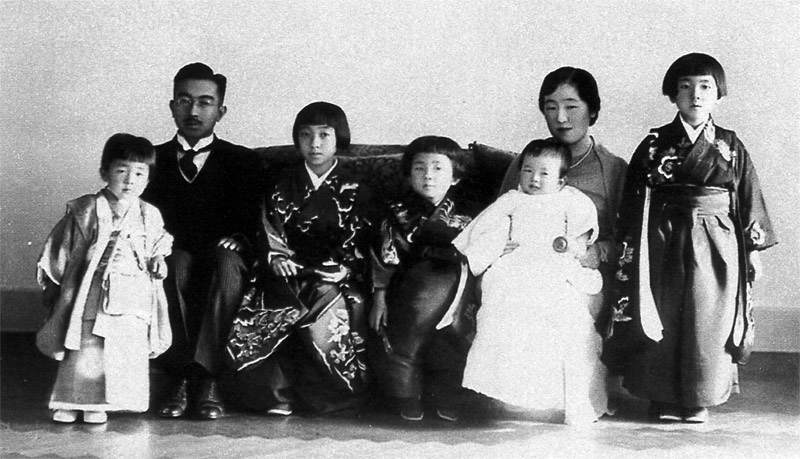
La famille impériale en 1936. De g. à d. : prince Akihito de Tsugu (futur empereur), l'empereur Hirohito, princesse Shigeko de Teru, princesse Atsuko de Yori, prince Masahito de Yoshi (futur prince de Hitachi) sur les genoux de l'impératrice Nagako et la princesse Kazuko de Taka.

Le couple impérial aura sept enfants, dont deux fils et cinq filles, qui porteront à leur naissance la titulature suivante :
- Princesse Shigeko de Teru (照宮 成子, Teru-no-miya Shigeko?, 9 décembre 1925-23 juillet 1961), qui a épousé le 10 octobre 1943 le prince Morihiro de Higashikuni (à la fois petit-fils de l'empereur Meiji par sa mère et cousin germain de l'impératrice Nagako). La constitution de 1947 non seulement exclut la princesse Shigeko, désormais simplement appelée Mme Shigeko Higashikuni, de la famille impériale, mais en plus retire tous ses titres et biens nobiliaires au prince Morihiro.
- Princesse Sachiko de Hisa (久宮 祐子, Hisa-no-miya Sachiko?, 10 septembre 1927-8 mars 1928).
- Princesse Kazuko de Taka (孝宮 和子, Taka-no-miya Kazuko?, 30 septembre 1929-28 mai 1989), qui a épousé le 20 mai 1950 Toshimichi Takatsukasa (1923-1966), issu du clan aristocratique de Takatsukasa (lui-même branche cadette du clan Fujiwara), abandonnant donc le même jour son appartenance à la famille impériale et dénommée par la suite Mme Kazuko Takatsukasa. Prêtresse en chef (祭主, Saishu?) du sanctuaire d'Ise de 1974 à 1988.
- Princesse Atsuko de Yori (順宮 厚子, Yori-no-miya Atsuko?, née le 7 mars 1931), qui a perdu son statut de princesse impériale après son mariage le 10 octobre 1952 avec Takamasa Ikeda, fils d'un ancien marquis et issu de l'ancien clan Ikeda (lui-même branche cadette du clan Minamoto) qui a gouverné le domaine d'Okayama de 1632 à 1871. Elle est donc depuis lors connue comme Mme Atsuko Ikeda. Prêtresse en chef (祭主, Saishu?) du sanctuaire d'Ise depuis 1988 et présidente de l'association des sanctuaires shinto.
- Prince Akihito de Tsugo (継宮 明仁, Tsugu-no-miya Akihito?, né le 23 décembre 1933), empereur du Japon de 1989 à 2019 et actuel empereur émérite.
- Prince Masahito de Hitachi (義宮 正仁, Yoshi-no-miya Masahito?, né le 28 novembre 1935), qui a fondé sa propre maison cadette de la famille impériale à la suite de son mariage le 1er octobre 1964 avec Hanako Tsugaru (elle aussi issue d'une ancienne famille aristocratique) et depuis lors titré Prince de Hitachi (常陸宮, Hitachi-no-miya?). Il est actuellement en troisième position dans l'ordre de succession au trône du Japon.
- Princesse Takako de Suga (清宮 貴子, Suga-no-miya Takako?, née le 3 mars 1939), qui a donc quitté la famille impériale le 3 mars 1960 à la suite de son mariage avec Hisanaga Shimazu (fils d'un ancien comte et descendant du clan Shimazu, qui régnait sur le domaine de Satsuma sur l'île de Kyūshū du XVIe siècle à 1871) pour devenir Mme Takako Shimazu.

### Impératrice consort du Japon

#### Accession au trône de son époux

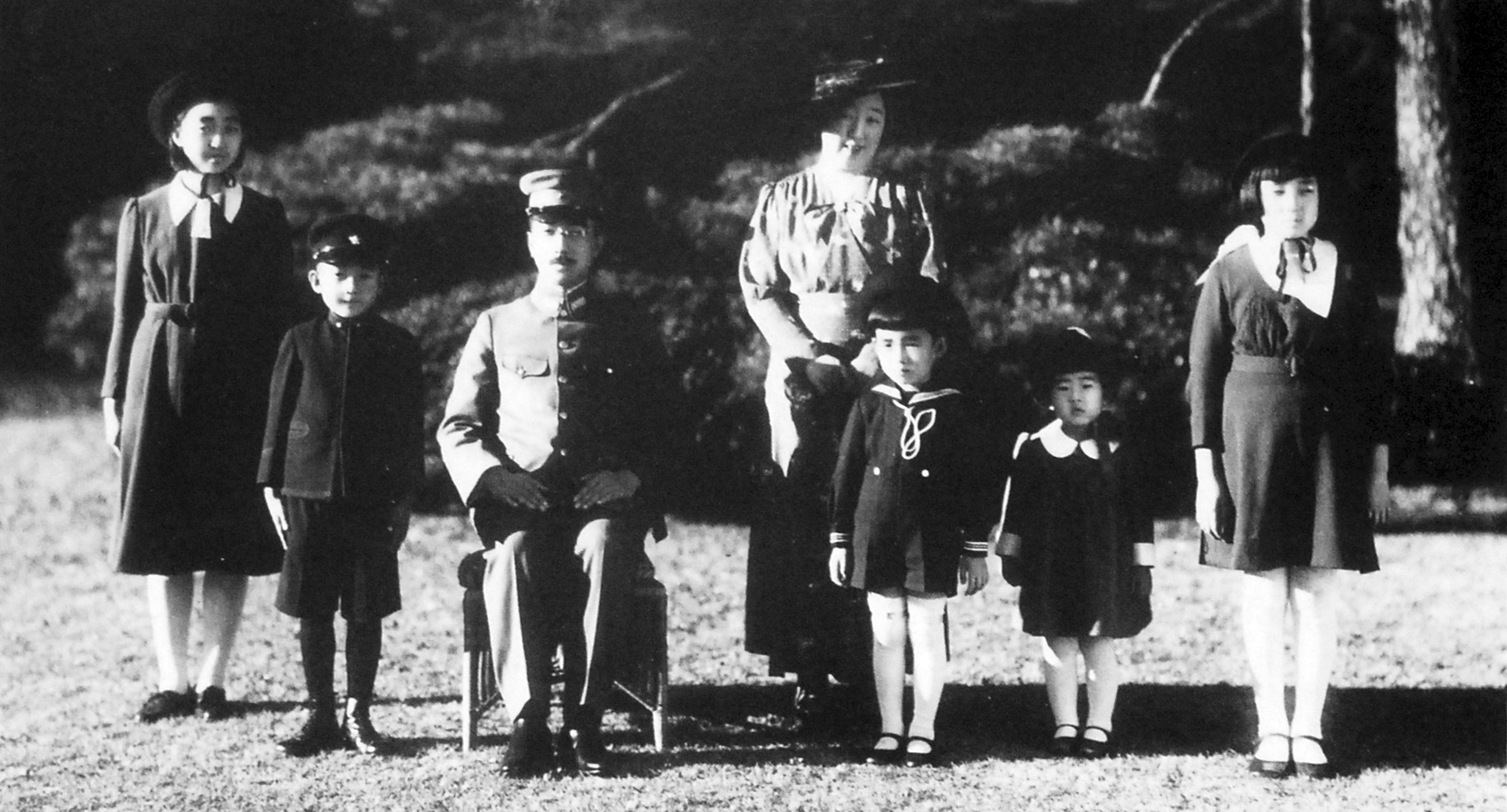
La famille impériale en 1941, à l'époque de la guerre de la grande Asie orientale.

Devenue impératrice consort (皇后, Kōgō) à la suite de l'accession au trône de son époux le 25 décembre 1926, puis devenue après le décès de ce dernier le 7 janvier 1989 impératrice douairière (皇太后, Kōtaigō), elle sera ainsi impératrice sans discontinuer pendant 73 ans, de 1926 à son propre décès le 16 juin 2000, détenant alors le record de longévité dans cette charge. 

#### Rares apparitions publiques
Contrairement à son époux, souvent aperçu sur son étalon Shirayuki lors des parades militaires, elle fait peu d'apparitions publiques en tant qu'impératrice avant 1947, sauf lors d'événements spéciaux comme les célébrations pour le 2 600e anniversaire de la fondation mythique de l'Empire (1940) ou en 1942, pour la conquête de Singapour, ou encore lors de la 13e rencontre nationale d'entraînement physique du sanctuaire Meiji. 

#### Après la Seconde Guerre mondiale

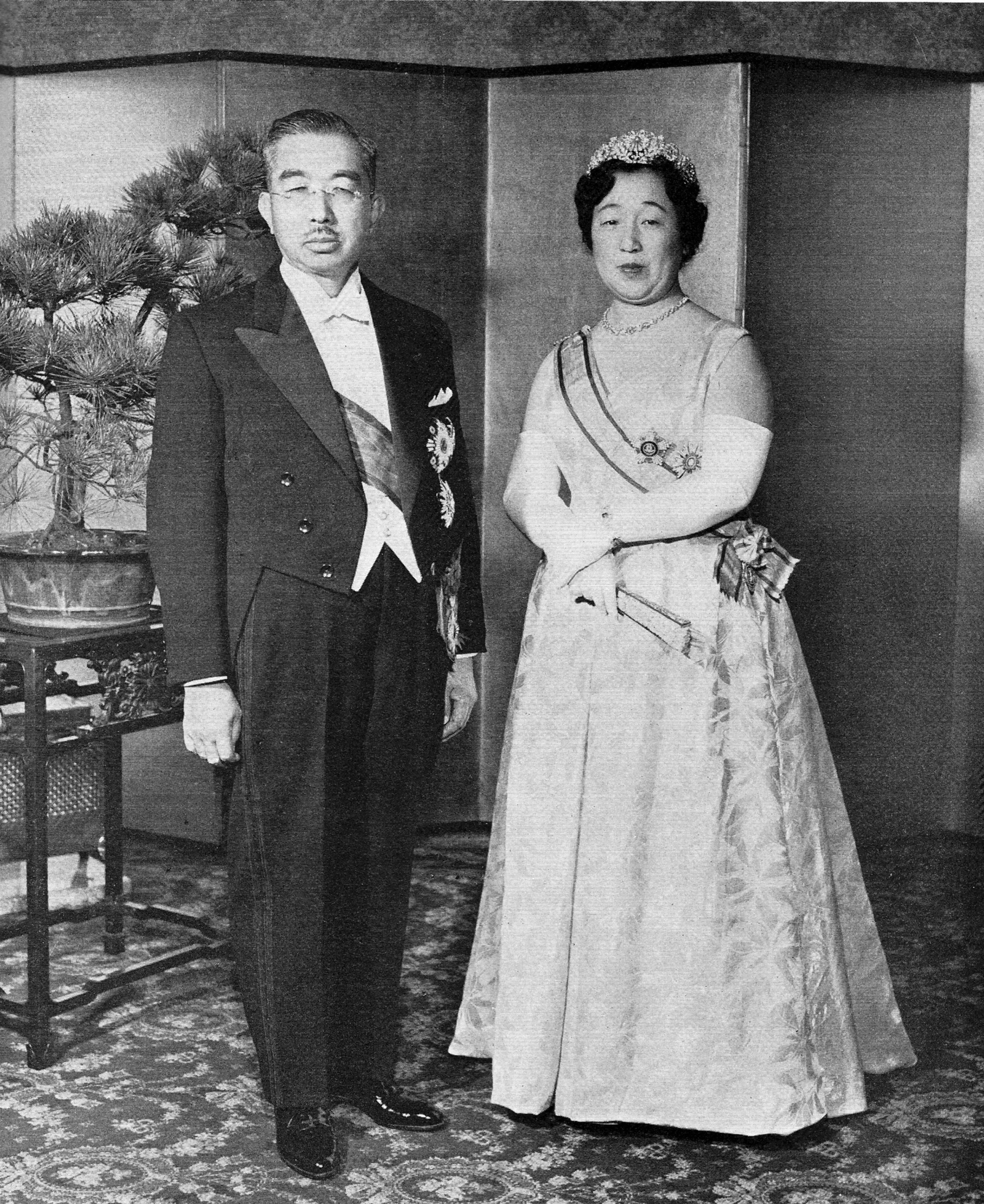
L'empereur Hirohito et l'impératrice Nagako en novembre 1956.

Après la Seconde Guerre mondiale, elle devient plus présente en remplissant notamment un rôle caritatif en tant que présidente honoraire de la Croix-Rouge japonaise à partir du 10 janvier 1947, ou encore en visitant des orphelinats, des familles touchées par la guerre ou des anciens combattants. Elle accompagne également son époux dans ses déplacements à travers le Japon ou encore à l'étranger, faisant d'eux le premier couple impérial à quitter le Japon lors d'un tour en Europe de septembre à octobre 1971, ou encore aux États-Unis en 1975. Son élégance et son sourire lui vaut alors à l'étranger le surnom de « Smiling Empress », ou impératrice souriante. 
Elle participe alors largement aux tentatives des gouvernements japonais et des Américains pour rompre avec l'image traditionnelle de dieu-vivant de l'empereur et présenter donc la famille impériale comme une famille normale. 

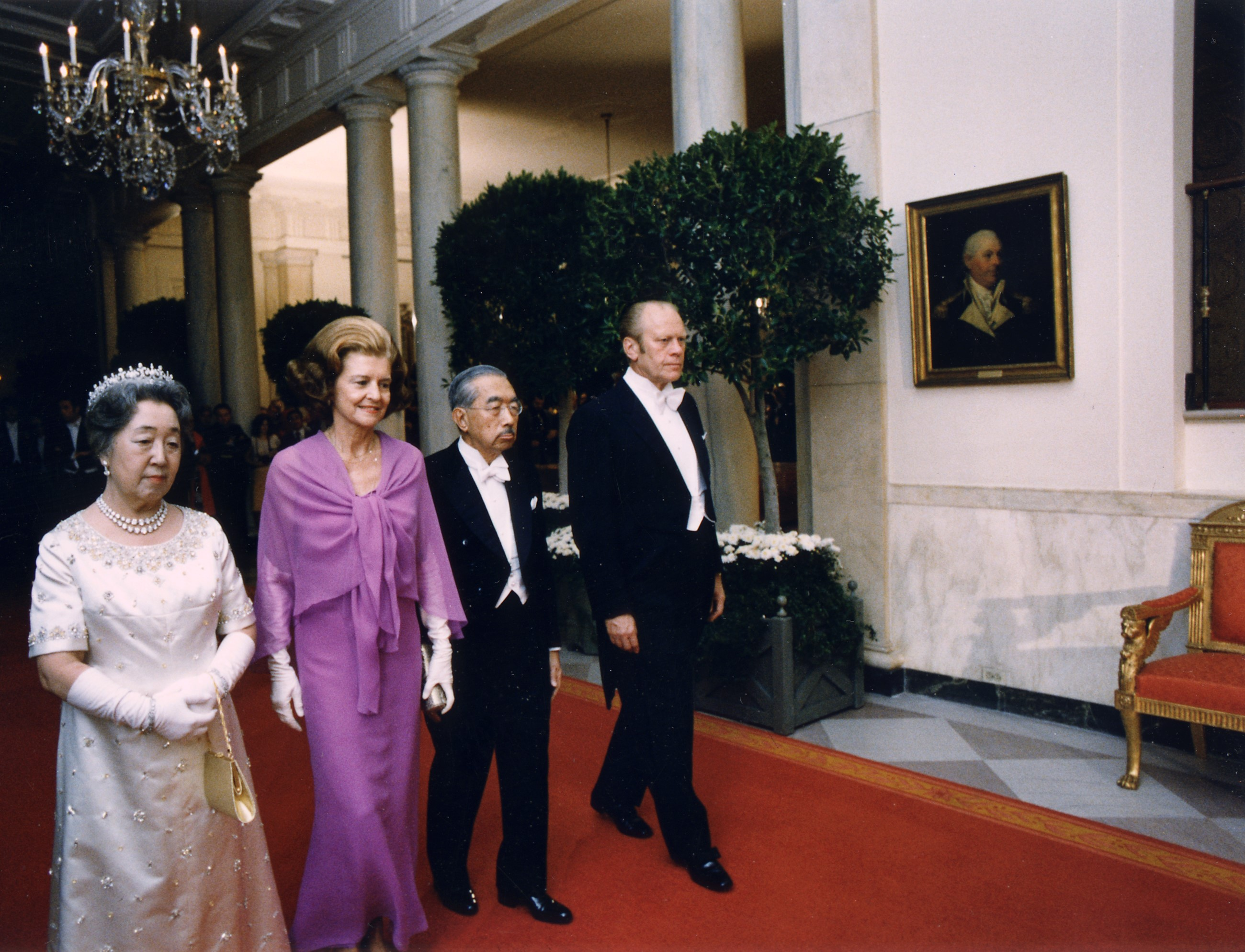
De g. à d. : l'impératrice Nagako, Betty Ford, l'empereur Hirohito et le président Gerald Ford à la Maison-Blanche en 1975.

Par ailleurs, elle garde une vision assez traditionnelle de sa fonction et de la famille impériale, et s'oppose ainsi dans un premier temps au mariage de son fils et futur empereur Akihito avec Michiko Shōda qui, bien qu'issue d'une grande famille d'industriels, ne provenait pas de l'aristocratie et restait donc une roturière. Les relations entre les deux femmes seraient restées tendues après le mariage, l'impératrice ayant, selon certaines rumeurs, poussée sa belle-fille à la dépression dans les années 1960.   

#### Engagements officiels
Toutefois, elle reste essentiellement connue du grand public japonais par ses apparitions dans la presse, d'autant plus qu'une blessure au dos à la suite d'une chute à la villa impériale de Nasu le 17 juillet 1977 ainsi que d'autres ennuis de santé la forcent à se déplacer en fauteuil roulant à partir de 1980 et limitent ses apparitions publiques. Son dernier déplacement domestique au Japon fut au lac Ianawashiro dans la préfecture de Fukushima le 26 septembre 1984 et sa dernière apparition publique pour le 86e anniversaire de son époux l'empereur le 29 avril 1987.  

### Impératrice douairière
L'empereur meurt le 7 janvier 1989, à l'âge de 87 ans, et Nagako devient impératrice douairière. 
Sa santé l'empêchera même d'assister aux funérailles officielles de l'empereur en 1989. Elle continue à résider dans le palais Fukiage, partie du  Kōkyo où son époux et elle avaient leurs appartements, qui est alors rebaptisé palais Ōmiya (nom traditionnel des résidences des impératrices douairières) Fukiage. Elle y décède le 16 juin 2000, à l'âge de 97 ans, après avoir été placée sous respirateur la veille. 
Elle reçoit de son fils le 10 juillet, comme le veut la tradition, le nom posthume de Kōjun (香淳) qui unit les kanji 香 (Kō),  signifiant « parfum » ou « arôme » et renvoyant à son nom d'artiste Tōen ou « verger à pêches », et 淳 (Jun), « pureté », qui fait référence à ses actions caritatives. Elle est inhumée le 25 juillet 2000 au mausolée de Musashino, dans le cimetière impérial Musashi, aux côtés de son époux l'empereur Shōwa.

## Activités artistiques et poétiques
En parallèle de ses obligations officielles, l'impératrice fut une peintre, une calligraphe et une poète accomplie. Elle a surtout peint des scènes de vie ou des paysages traditionnels japonais sous le pseudonyme de Tōen (桃園), qui signifie "verger (ou jardin) à pêches". Elle publie d'ailleurs trois recueils de peintures : Tōen Gashu le 6 mars 1967, Kinposhu le 3 novembre 1969 et une version revue de Kinposhu le 30 mai 1989. Elle publie également avec son époux un recueil de waka, poèmes traditionnels japonais, intitulé Akebono-shu le 30 avril 1974.